# Villa Götzl (Kadaň)
Villa Götzl (čp. 828) je vilový dům v Kadani. Nachází se v Klášterecké ulici (dříve Vernéřovská) v předměstské vilové čtvrti dříve známé jako čtvrť Svatovojtěšská. Vila vznikla podle projektu kadaňského vilového architekta a stavitele Johanna Petzeta na objednávku Theresie Götzl, choti řeznického mistra a městského radního Franze Götzela. Stavební práce byly dokončeny roku 1925.

## Výstavba
Villa Götzl je impozantní vila s obzvláště členitou střechou, její původně hrázděný štít je v současnosti obložen dřevem. Výstavba vily začala v létě roku 1925 podle projektu kadaňského vilového architekta a stavitele Johanna Petzeta, který jej vyhotovil na objednávku Theresie Götzl. Již v prosinci 1925 se sešla kolaudační komise , která novostavbu schválila k obývání. Rodina Götzl se do vily nastěhovala v dubnu 1926.
Vila již v prvních letech své existence prošla řadou stavebních úprav. V letech 1929 až 1930 byl v zadním traktu parteru, v blízkosti kuchyně a spíže, přistavěn podle projektu Johanna Petzeta pokoj pro služebnou a v prvním patře směrem do ulice bylo výrazně zvětšeno okno. Na základě projektu stavitele Paula Petera pak ještě roku 1934 došlo k úpravám podkroví a v prvním patře vznikla otevřená terasa.

## Majitelé
Stavebníkem a první majitelkou Villy Götzl byla Theresie Götzl, choť Franze Götzla (*1874), rodáka z Horního Slavkova u Sokolova, movitého řeznického mistra (v té době již penzionovaného) a od roku 1906 také kadaňského městského radního. Kadaňská rodačka Theresie (*1876), rozená Lenz, se za Franze Götzla provdala roku 1903 v kadaňském děkanském kostele Povýšení svatého Kříže. V době vzniku vily vlastnila rodina v Kadani více nemovitostí a teprve roku 1933 se ve vile usadila natrvalo.
Jediný syn a dědic manželů Götzlových Alexandr Josef Ignatz Götzl (*1904), narozený v Kadani, podnikal ve stavebnictví. Svou kariéru nastartoval především po připojení Kadaně k nacionálně-socialistickému Německu v rámci nově vzniklé Říšské župy Sudety. V červenci 1939 se vrátil z německých Brém, kde se jako zaměstnanec Říšských dálnic (RAB) podílel na stavbě dálnice Brémy – Hamburk. V té době byl zároveň v RAB čekatelem na místo vedoucího, což jej po vypuknutí Druhé světové války nějaký čas chránilo před povinným odvodem do armády. Roku 1942 se v Kadani oženil s Rosou (*1919), rozenou Eberl, pocházející ze selské rodiny z Kadaňského Rohozce (tehdy Český Rohozec), bytem v obci Sedlec, okres Kadaň, která však již od roku 1939 žila přímo v Kadani. Novomanželům se záhy narodily dvě děti – v Kadani syn Fritz (*1942), který však krátce po narození zemřel, a v Chomutově dcera Gerlinde (*1943). U narození své dcery však již Alexandr Götzl nemohl být přítomen, neboť dva týdny předtím, v květnu 1943, obdržel povolávací rozkaz a narukoval do wehrmachtu.
Na konci Druhé světové války byl veškerý majetek rodiny v Kadani zkonfiskován obnovenými československými úřady a v červnu roku 1945 byli jednasedmdesátiletý Franz Götzl s manželkou Theresií a jejich snacha Rosa s dcerkou Gerlinde vypovězeni z Československa do okupačních zón poraženého Německa.